# Mercedes de Jesús Molina

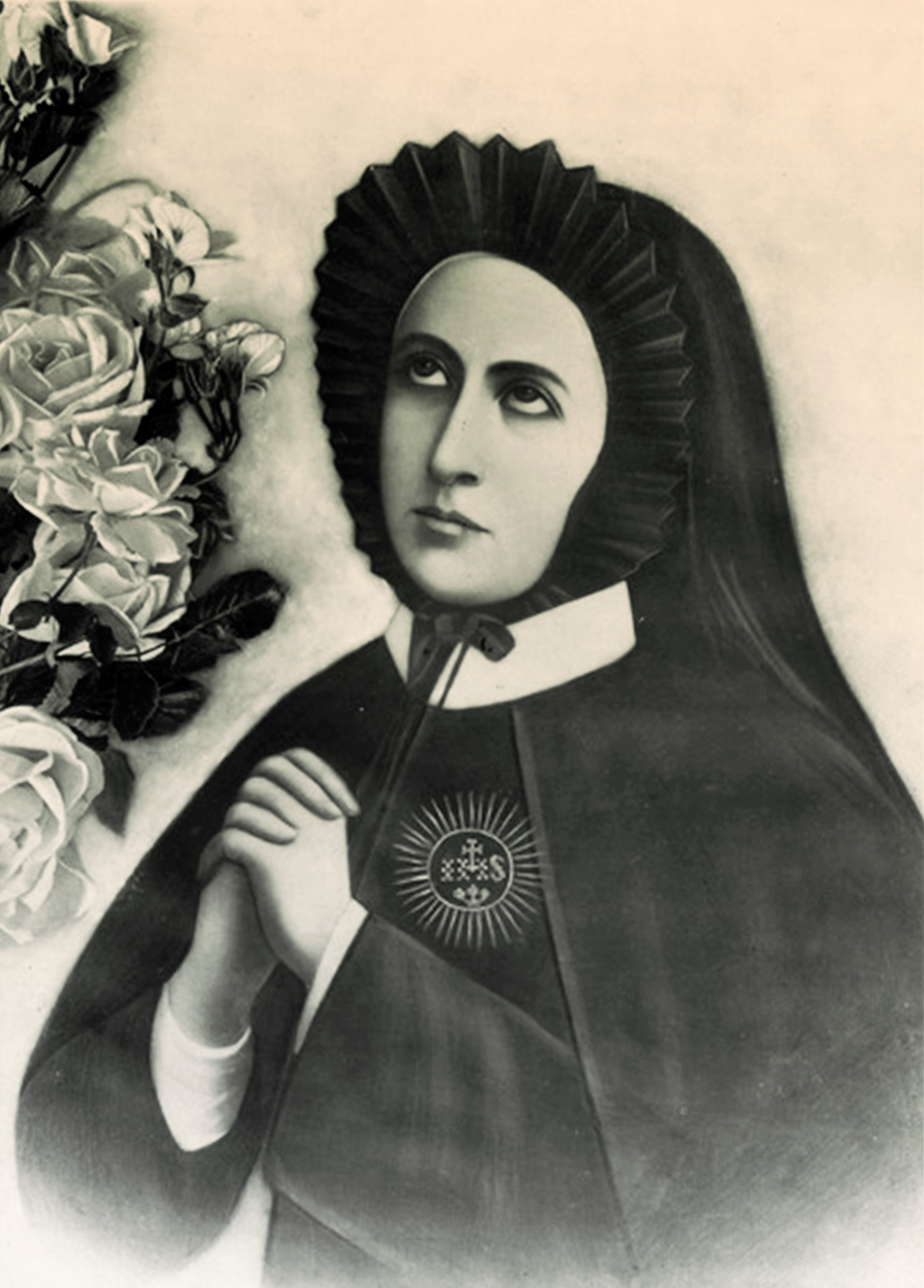

Mercedes de Jesús Molina y Ayala (* 20. Februar oder am 24. September 1828 auf der Hacienda El Guayabo bei Baba, heutige Provinz Los Ríos; † 12. Juni 1883 in Riobamba) war eine christliche Wohltäterin, Mystikerin, Missionarin und Ordensgründerin, die (in Anlehnung an Rosa von Lima) auch Rosa vom Guayas genannt wird.  Sie ist eine Selige der römisch-katholischen Kirche.

## Leben
Mercedes de Jesús Molina wurde 1828 in Baba in der heutigen Provinz Los Ríos als Tochter von Großgrundbesitzern geboren. (Ihr Heimatort war damals Teil des Department Guayaquil von Großkolumbien.) Als sie zwei Jahre alt war, zog ihre Mutter nach dem Tod ihres Vaters mit ihr nach Guayaquil. Im Jahr 1841 starb auch die Mutter. Mercedes de Jesús trat 1849 von ihrer Heirat zurück und widmete sich der religiösen und sozialen Arbeit insbesondere mit Waisenkindern, ohne jedoch in einen Orden einzutreten. Sie lebte bis 1867 mit ihrer Schwester María in einem Haus zusammen, bevor sie über Nacht in ein privates Waisenhaus zog, das eine ihre Tanten, die Ordensschwester war, betrieb. In ihrer Religiosität war sie stark beeinflusst vom Vorbild der 1950 heiliggesprochenen Mystikerin Mariana de Jesús Paredes y Flores (1618–1645), die ihr auch im Gebet erschienen sein soll. Bereits im Haus ihrer Schwester hatte sie oft örtlichen Waisenkindern, insbesondere jungen Frauen, Unterschlupf geboten; so lebte in den 1860er Jahren die 1992 selig- und 2008 heiliggesprochene Narcisa de Jesús Martillo in ihrem Haushalt und betete mit ihr.
1870 begab sich Mercedes de Jesús in das ecuadorianische Amazonasgebiet, um in der neu aufgebauten Missionsstation von Gualaquiza an der Missionierung der Shuar mitzuwirken. Die Missionsstation unterstand dem Oberen der Jesuiten in Ecuador, Pater Domingo Bovo García, den sie in Guayaquil kennengelernt hatte. 1871 kehrte sie aus dem Amazonastiefland zurück und wirkte zunächst in Cuenca erneut als Helferin und Lehrerin in einer von ihr gegründeten Schule für Waisenkinder. 1873 gründete sie in Riobamba die nach ihrem religiösen Vorbild benannte Kongregation Schwestern von der heiligen Marianna von Jesus (spanisch Hermanas de Santa Mariana de Jesús), die wiederum eine von ihr gegründete Schule führten, die sich an Waisen und allein gelassene Kinder, vor allem Mädchen, wendete. Die von Mercedes de Jesús Molina 1870 verfassten Statuten des Ordens wurden vom Vatikan 1948 bestätigt.

## Seligsprechung
Am 1. Februar 1985 wurde sie von Johannes Paul II. seliggesprochen. Ihr Gedenktag ist der 12. Juni.